# رحیم‌لی (آق‌سو)
رحیم‌لی (به لاتین: Rəhimli) یک منطقه مسکونی در جمهوری آذربایجان است که در شهرستان آق‌سو واقع شده است. رحیم‌لی ۷۴۱ نفر جمعیت دارد.